# Shanaze Reade
Shanaze Danielle Reade (Crewe, Cheshire, Grã-Bretanha, 23 de setembro de 1988) é uma ciclista profissional de BMX e corredora de ciclismo de pista.
É filha de pai jamaicano e mãe irlandesa, conhecida pelo seu vigor físico. A britânica tem participações expressivas nos Jogos Olímpicos. 

## Início da carreira
Shanaze começou a carreira atlética aos dez anos de idade, no ano de 1998, na sua cidade natal Crewe. A ciclista foi adotada pelo operador de pista Bob Field, que posteriormente se tornaria seu técnico; e que cujo filho também competia na época.
Reade se inspirou no conterrâneo corredor profissional de bicicross, Jamie Staff, que inclusive chegou a competir na mesma pista antes de sua carreira.
A primeira bicicleta comprada por Shanaze Reade custou apenas uma libra esterlina. Desde então, o bicicross se tornou o esporte predileto da atleta. Antes de começar a competir seriamente no BMX, Reade era corredora e chegou a disputar por cinco anos nos 100 metros rasos e no arremesso de peso. 

## Carreira amadora no Bicicross
Em 2005, com apenas 17 anos de idade, ela competiu no campeonato nacional britânico masculino, e comentou o que achava de competir na "Descent World":
Normalmente fico entre os três primeiros, mesmo correndo entre os homens. Já faz dois anos que corro com eles no campeonato nacional e quase fui campeã no ano passado.Os rapazes do BMX são muito legais, apenas alguns dizem algumas besteiras, que relevo. É realmente muito divertido ver a cara deles quando eu os derroto...
Em julho de 2005, Reade fraturou o joelho competindo em uma prova nacional na Inglaterra, apenas duas semanas antes do campeonato mundial da UCI. Mesmo assim, ela competiu no campeonato mundial com o joelho enfaixado e à base de analgésicos; e acabou sofrendo um acidente nas quartas-de-final.
Conhecida pela seu vigor físico, ela desenvolveu a sua força física competindo contra os homens e amadores mais velhos, incluindo o masculino. Ela venceu a primeira prova profissional que disputou na categoria Feminina Profissional da American Bicycle Association (ABA) em Phoenix, no Arizona, Estados Unidos, em 1 de abril de 2006.
Em 2006, ela se tornou a número 1 da Inglaterra na categoria adulta da Elite Masculina, mesmo tendo apenas 17 anos de idade, medindo 1,72 m de altura e pesando 76 kg. Em junho do mesmo ano, ela fraturou o metatarso durante os treinos e voltou a competir no Campeonato Europeu, correndo os dois eventos anteriores à final.
Em agosto de 2006, ela vence o campeonato mundial de bicicross realizado no Brasil, mesmo não tendo se curado totalmente da fratura no pé.
 Dor não é nenhuma novidade mesmo para a pouca idade dela. Lesões são comuns nessa forma agressiva de ciclismo. Esta não é a primeira vez que ela quebra o seu pé e acidentes anteriores causaram fraturas de clavículas e um osso da base da espinha dela.
Reade venceu três campeonatos mundiais, oito europeus e cinco campeonatos britânicos de BMX na categoria juvenil antes de se tornar a campeã mundial da categoria sênior, derrotando a multicampeã Anne Caroline Chausson. Também venceu o campeonato mundial de sprint no ciclismo de pista feminino, disputado em velódromos da UCI, em dupla com a campeã olímpica Victoria Pendleton, em sua segunda corrida de pista em velódromo da vida. Além de ser a primeira da história a vencer um campeonato mundial de pista no seu ano de estreia. O feito foi conquistado com apenas seis semanas de treinamento, um acontecimento único pelo fato dela ter adotado o esporte unicamente com a intenção de manter a forma física para as competições de BMX.

## Competições de pista
Reade começou a competir no ciclismo de pista em 24 de fevereiro de 2007. A sua primeira competição foi a etapa de Manchester da Copa do Mundo Classica da UCI, ficando em segundo lugar juntamente com Anna Blyth, no sprint por equipe, com o tempo de 34.294 segundos. A dupla vencedora foi o time holandês formado por Yvonne Hijgenaar e Willy Kaniscom, com o tempo de 33.996 segundos. Porém, Reade e Blyth fizeram o melhor tempo da competição durante as qualificatórias, com 33.802 segundos.
Assim como Reade, Kanis é uma campeã de bicicross, apesar de ser mais velha e experiente (23 anos na época) e de pesar três quilos a mais.
Na prova final, o time holandês queimou a largada, mas Reade não percebeu e percorreu os 333,33 metros da pista à plena velocidade, o que supostamente teria a desgastado.
"...Na primeira corrida da final com a largada falsa fui prejudicada porque na reta oposta durante a segunda largada, as minhas pernas estavam queimando. Porém eu nunca poderia sonhar que poderia sair com uma medalha de prata em minha primeira prova da copa do mundo."
Um mês depois, no dia 29 de março, Shanaze Reade ficou em primeiro lugar no campeonato mundial de ciclismo de pista da UCI em Palma de Mallorca, na Espanha, fazendo dupla com Victoria Pendleton, que viria a ser campeã olímpica no ciclismo de pista em Pequim um ano depois. Era a primeira vez que a prova de Sprint Feminino por equipes era disputada no Campeonato Mundial. O tempo das vencedoras foi de 33.631 segundos. Reade foi a substituta de última hora para Anna Blyth, que fora sua parceira na sua primeira prova de pista um mês antes.
Em 2008, Reade venceu novamente o campeonato mundial fazendo dupla com Victoria Pendleton, no evento realizado em Manchester. Ela foi nomeada uma dos "Magnificent 7" pelo jornal Daily Mail em 2005 e em 20 de novembro de 2007, foi considerada a Jovem Esportista do Ano pelo jornal Sunday Times.

## Jogos Olímpicos
Apesar de ainda competir no ciclismo de pista, Reade concentrou todas as suas forças na disputa da medalha de ouro do BMX que estreava nos Jogos Olímpicos de verão, realizados em Pequim em 2008. Após vencer o Campeonato Mundial de BMX em 2008, Reade se qualificou como a única representante britânica feminina na categoria.
Após dois campeonatos mundiais no sprint em ciclismo de pista (velódromo) e dois campeonatos mundiais de BMX, ela era a favorita à medalha olímpica na estreia do bicicross em Pequim. Após sofrer uma queda na primeira bateria qualificatória, ela fez o segundo tempo mais rápido na segunda bateria, se classificando para as semifinais.
As semifinais foram disputadas em três baterias, com os atletas acumulando pontos conforme a colocação. Apesar de sofrer nova queda na primeira bateria, Reade conquistou pontos suficientes para ir à final, apesar de ter cedido a liderança para Anne-Caroline Chausson logo na primeira curva.
Na final, Reade bateu na roda traseira da bicicleta de Anne-Caroline Chausson, sofrendo nova queda e perdendo a chance de disputar qualquer medalha. Ela não concluiu a prova, até mesmo porque em virtude do acidente por ela causado, seria relegada ao último lugar.

## Retorno ao ciclismo de pista
Em 16 de Março de 2009, Shanaze Read foi selecionada para a equipe inglesa de sprint por equipes no ciclismo de pista, fazendo novamente dupla com a campeã olímpica da categoria, Victoria Pendleton visando disputar o campeonato mundial da UCI de 2009, porém ficaram "apenas" com a medalha de prata ao serem derrotadas pelas australianas
Kaarle McCulloch e Anna Meares.

## Londres 2012
Shanaze Reade foi apontada pela revista Sporting Life como uma das 12 estrelas britânicas para as Olimpíadas de 2012 que serão realizadas em Londres e uma das esperanças de medalhas de ouro. Junto com ela, foram indicados a também ciclista Anna Blythe e Jason Kenny, a nadadora Rebecca Adlington, o boxeador Khalid Yafai, o saltador ornamental Tom Daley, o mesatenista Paul Drinkhall, o jogador da NBA de origem sudanesa Luol Deng, o saltador Greg Rutherford, o corredor de cross country Stephanie Twell, o ginasta Louis Smith  e o lutador de Tae Kown Do Aaron Cooke. Snanaze é apontada como a maior esperança de todas e a única com chances de medalha em mais de uma modalidade.
 Jovem, articulada e ferrenhamente competitiva - Reade pode ser o rosto das Olimpíadas de Londres. Já é uma estrela do bicicross ela também pode disputar as provas de pista em velódromo, rumo a múltiplas medalhas de ouro.